# Сергеевское сельское поселение (Брянская область)
Сергеевское се́льское поселе́ние — муниципальное образование в Дубровском районе Брянской области Российской Федерации.
Административный центр — деревня Алешинка.

## История
Статус и границы сельского поселения установлены Законом Брянской области от 9 марта 2005 года № 3-З «О наделении муниципальных образований статусом городского округа, муниципального района, городского поселения, сельского поселения и установлении границ муниципальных образований в Брянской области».

## Население
| 2010 | 2011 | 2012 | 2013 | 2014 | 2015 | 2016 |
| ---- | ---- | ---- | ---- | ---- | ---- | ---- |
| 423  | ↘420 | ↘401 | ↘382 | ↘354 | ↘330 | ↘320 |
| 2017 | 2018 | 2019 | 2020 | 2021 |      |      |
| ↘310 | ↘305 | ↘293 | ↘290 | ↘198 |      |      |

## Населённые пункты
| №  | Населённый пункт | Тип     | Население |
| -- | ---------------- | ------- | --------- |
| 1  | Алешинка         | деревня | ↘165      |
| 2  | Афонино          | деревня | ↘134      |
| 3  | Барковичи        | деревня | ↘8        |
| 4  | Будвенец         | деревня | →7        |
| 5  | Быково           | деревня | →0        |
| 6  | Деньгубовка      | деревня | ↘34       |
| 7  | Комаровка        | деревня | →0        |
| 8  | Ломаков          | посёлок | ↘1        |
| 9  | Лузганки         | посёлок | →0        |
| 10 | Макаровка        | деревня | →0        |
| 11 | Сергеевка        | село    | ↘18       |
| 12 | Сурновка         | деревня | →0        |
| 13 | Хотен            | посёлок | ↘1        |
| 14 | Шушерово         | деревня | ↘14       |

### Упразднённые населённые пункты
В 2014 году упразднена деревня Туровец.